# Kofele
Kofele – miasto w Etiopii, w regionie Oromia.